# Andrés Dorantes de Carranza
Andrés Dorantes de Carranza (Béjar, Salamanca, ca 1500 – ca 1550), var en av medlemmarna i Pánfilo de Narváez misslyckade expedition och en av de fyra skeppsbrutna som överlevde och som gjorde sällskap med Álvar Núñez Cabeza de Vaca i hans vandring till fots genom sydvästra delen av nuvarande USA och norra Mexiko (de andra två var Alonso del Castillo Maldonado och slaven Estebanico).

## Biografi
Andrés Dorantes de Carranza föddes i Béjar, (Salamanca), son till Pablo Dorantes. I likhet med många unga på sin tid försökte han söka sin lycka i Nya världen och med detta mål tog han värvning 1527 med kaptens grad på den misslyckade expeditionen i riktning Florida under ledning av Pánfilo de Narváez. 
Expeditionen gick till sjöss i Sanlúcar de Barrameda i Spanien den 17 juni 1527. Den bestod av fem fartyg och sexhundra man under befäl av Narváez. Efter några veckors seglats, då de gick in i Mexikanska golfen, fick kaptenerna Dorantes och Alonso del Castillo Maldonado gemensamt befäl över ett av fartygen. Det gick inte lång tid förrän det lätta och bräckliga fartyget under Dorantes befäl blev infångat av stormar och förliste nära den ö som ligger utanför Galveston (Texas).
Bland de överlevande skeppsbrutna var själve Dorantes, hans slav Estebanico, Alonso del Castillo Maldonado och Álvar Núñez Cabeza de Vaca. Efter en lång fotvandring, om vilken Núñez Cabeza de Vaca berättar om i sin bok Skeppsbrott, kom de i mars 1536 till en spansk stad som låg där den nuvarande mexikanska staden Culiacán ligger. När den dåvarande guvernören för Nya Galicien, Nuño de Guzmán fick höra att några skeppsbrutna spanjorer hade kommit till land som låg under hans styre, gav han dem hästar och klädsel, och sände dem till staden México för att rapportera till den dåvarande vicekonungen Antonio de Mendoza y Pacheco.
När så Antonio de Mendoza hade fått höra de skeppsbrutnas berättelse bad han Dorantes hjälpa honom i en expedition till de områden som de hade besökt. Dorantes avböjde erbjudandet men föreslog att hans slav Estebanico skulle delta i upptäcktsfärden.
Dorantes avsåg senare att återvända till Spanien men det dåliga skicket på båten och vädret tvingade skeppet att återvända till Puerto de Veracruz. Efter dessa upplevelser beslöt Dorantes att stanna kvar i Nya Spanien, där han gifte sig med María de la Torre, änka efter Francisco de Valdés. Änkan var innehavare av flera encomiendas eller markområden inklusive tillgänglig infödd arbetskraft, så han kunde ägna sig åt driften och skötseln av dessa. När hans hustru dog gifte han sig på nytt, med Paula Dorantes, änka efter Antonio Gómez de Corona.
Dorantes dog omkring 1550.
Den här artikeln är helt eller delvis baserad på material från spanskspråkiga Wikipedia, Andrés Dorantes de Carranza, 16 oktober 2013.